# Eleições europeias de 2024 (Bulgária)
As eleições europeias de 2024 na Bulgária foram realizadas a 9 de junho e serviram para eleger os 17 deputados nacionais para o Parlamento Europeu durante as eleições europeias. Estas eleições foram realizadas ao mesmo tempo que as eleições legislativas para o parlamento búlgaro.

## Representação parlamentar 2019-2024
A tabela mostra os deputados de acordo com a última informação do Parlamento Europeu:
| Partido Nacional | Partido Nacional                      | Deputados | Grupo parlamentar | Grupo parlamentar                                     |
| ---------------- | ------------------------------------- | --------- | ----------------- | ----------------------------------------------------- |
|                  | GERB                                  | 5 / 17    |                   | Grupo do Partido Popular Europeu                      |
|                  | Partido Socialista Búlgaro            | 5 / 17    |                   | Aliança Progressista dos Socialistas e Democratas (4) |
|                  | Partido Socialista Búlgaro            | 5 / 17    | Não inscritos (1) |                                                       |
|                  | Movimento pelos Direitos e Liberdades | 3 / 17    |                   | Renovar a Europa                                      |
|                  | VMRO - Movimento Nacional Búlgaro     | 2 / 17    |                   | Reformistas e Conservadores Europeus                  |
|                  | União das Forças Democráticas         | 1 / 17    |                   | Grupo do Partido Popular Europeu                      |
|                  | Democratas por uma Bulgária Forte     | 1 / 17    |                   | Grupo do Partido Popular Europeu                      |

| Grupo parlamentar | Grupo parlamentar                                 | Deputados |
| ----------------- | ------------------------------------------------- | --------- |
|                   | Grupo do Partido Popular Europeu                  | 7 / 17    |
|                   | Aliança Progressista dos Socialistas e Democratas | 4 / 17    |
|                   | Renovar a Europa                                  | 3 / 17    |
|                   | Reformistas e Conservadores Europeus              | 2 / 17    |
|                   | Não inscritos                                     | 1 / 17    |

## Resultados Oficiais
| Partido                 | Partido                                          | Votos     | %               | +/-   | Deputados | +/-     |
| ----------------------- | ------------------------------------------------ | --------- | --------------- | ----- | --------- | ------- |
|                         | GERB-União das Forças Democráticas               | 474 059   | 23,55 / 100,00  | 7,52  | 5 / 17    | 1       |
|                         | Movimento pelos Direitos e Liberdades            | 295 092   | 14,66 / 100,00  | 1,89  | 3 / 17    | Estável |
|                         | Nós Continuamos a Mudança - Bulgária Democrática | 290 865   | 14,45 / 100,00  | 8,39  | 3 / 17    | 2       |
|                         | Renascimento                                     | 281 434   | 13,98 / 100,00  | 12,94 | 3 / 17    | 3       |
|                         | Partido Socialista Búlgaro                       | 141 178   | 7,01 / 100,00   | 17,25 | 2 / 17    | 3       |
|                         | Existe Tal Povo                                  | 121 572   | 6,04 / 100,00   | Novo  | 1 / 17    | Novo    |
|                         | Velichie                                         | 81 955    | 4,07 / 100,00   | Novo  | 0 / 17    | Novo    |
|                         | Moralidade, Unidade e Honra                      | 51 076    | 2,54 / 100,00   | Novo  | 0 / 17    | Novo    |
|                         | IMRO - Movimento Nacional Búlgaro                | 42 022    | 2,09 / 100,00   | 5,27  | 0 / 17    | 1       |
|                         | Bulgária Azul                                    | 24 917    | 1,24 / 100,00   | Novo  | 0 / 17    | Novo    |
|                         | Bulgária Solidária                               | 24 685    | 1,23 / 100,00   | Novo  | 0 / 17    | Novo    |
|                         | Lista de Centro                                  | 20 869    | 1,04 / 100,00   | Novo  | 0 / 17    | Novo    |
|                         | Votos (com menos de 1,00%)                       | 99 526    | 4,93 / 100,00   |       | 0 / 17    |         |
| Votos Inválidos         | Votos Inválidos                                  | 124 839   | 6,20 / 100,00   | 2,37  |           |         |
| Total                   | Total                                            | 2 074 220 | 100,00 / 100,00 |       | 17 / 17   |         |
| Eleitorado/Participação | Eleitorado/Participação                          | 6 292 028 | 33,78 / 100,00  | 1,14  |           |         |
| Fonte                   | Fonte                                            | CIK       | CIK             | CIK   | CIK       | CIK     |

## Representação parlamentar (2024-2029)

### Partidos nacionais
| Partido | Partido                               | Deputados | Grupo parlamentar | Grupo parlamentar                                 |
| ------- | ------------------------------------- | --------- | ----------------- | ------------------------------------------------- |
|         | GERB                                  | 4 / 17    |                   | Grupo do Partido Popular Europeu                  |
|         | Movimento pelos Direitos e Liberdades | 3 / 17    |                   | Renovar a Europa                                  |
|         | Renascimento                          | 3 / 17    |                   | Europa das Nações Soberanas                       |
|         | Partido Socialista Búlgaro            | 2 / 17    |                   | Aliança Progressista dos Socialistas e Democratas |
|         | Nós Continuamos a Mudança             | 2 / 17    |                   | Renovar a Europa                                  |
|         | Democratas por uma Bulgária Forte     | 1 / 17    |                   | Grupo do Partido Popular Europeu                  |
|         | Existe Tal Povo                       | 1 / 17    |                   | Reformistas e Conservadores Europeus              |
|         | União das Forças Democráticas         | 1 / 17    |                   | Grupo do Partido Popular Europeu                  |

### Grupos parlamentares europeus
| Grupo parlamentar | Grupo parlamentar                                 | Deputados |
| ----------------- | ------------------------------------------------- | --------- |
|                   | Grupo do Partido Popular Europeu                  | 6 / 17    |
|                   | Renovar a Europa                                  | 5 / 17    |
|                   | Europa das Nações Soberanas                       | 3 / 17    |
|                   | Aliança Progressista dos Socialistas e Democratas | 2 / 17    |
|                   | Reformistas e Conservadores Europeus              | 1 / 17    |